# Leo Stein
Leo Stein (1872 – 1947) va ser un col·leccionista d'arti crític d'art estatunidenc. Era el germà gran de Gertrude Stein. Estudià a la Harvard University a Cambridge, Massachusetts, durant dos anys. Es va graduar a la Johns Hopkins University de Bachelor of Arts el 1898.
Stein va passar anys vivint a París amb la seva germana. L'any 1914, es van separar pel ressentiment de Leo per la relació de Gertrude amb Alice B. Toklas. Stein tornà als Estats Units per a treballar com periodista, però finalment s'assentà a Florència amb el seu amor Nina Auzias i es van casar el 1921.
Stein morí de càncer el 1947. Auzias es suïcidà dos anys després.

## Publicacions
- Stein, Leo. Appreciation: Painting, Poetry, and Prose. 1947. Reprint. University of Nebraska Press, 1996.
- Stein, Leo. The A-B-C of Aesthetics. New York: Boni & Liveright, 1927.
- Stein, Leo. "Pablo Picasso." The New Republic (April 23, 1924): p. 229-230.